# Theater de Veste

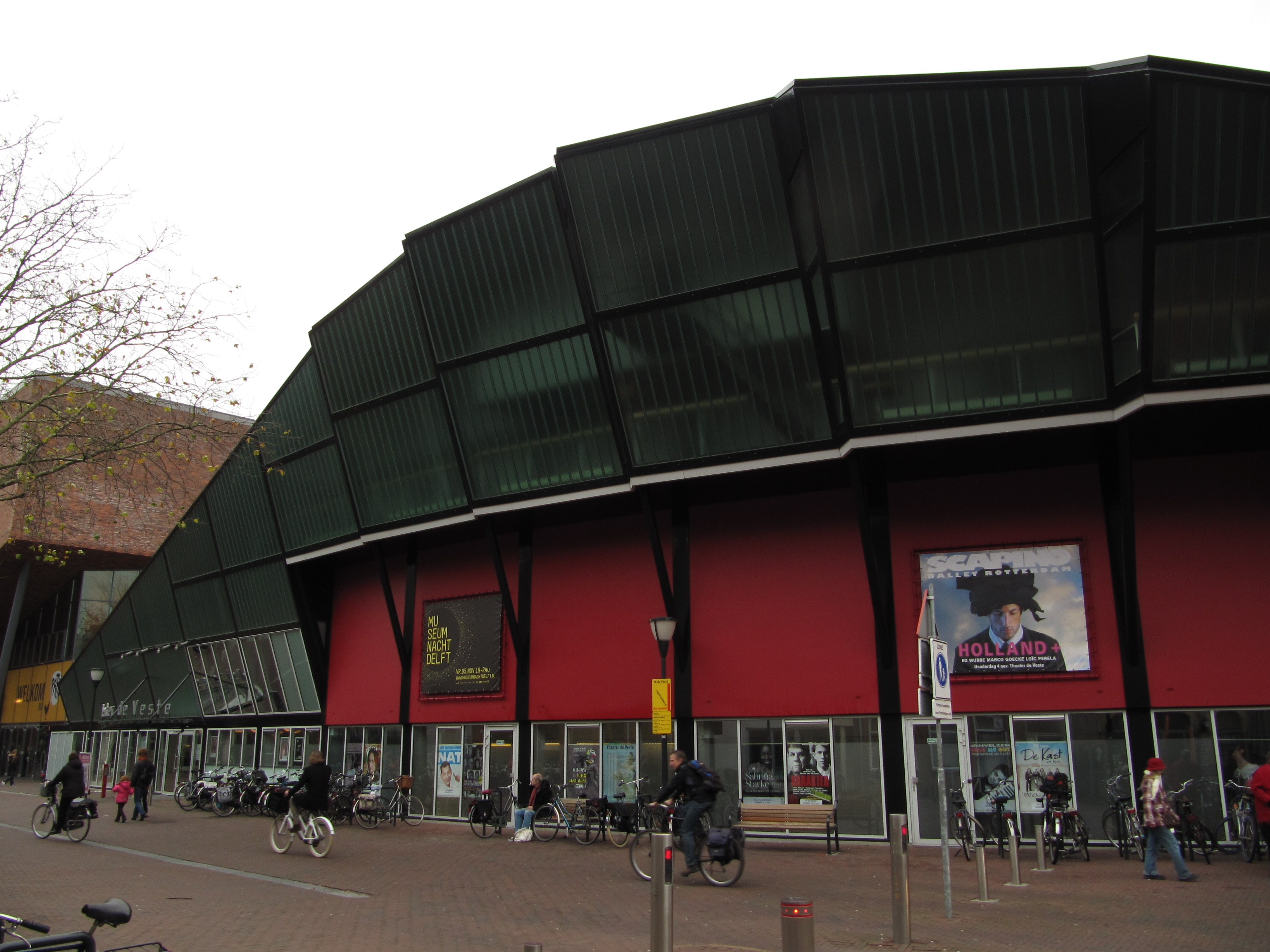
Ingangzijde van Theater de Veste in 2010

Theater de Veste  is een theater in de plaats Delft, in de Nederlandse provincie Zuid-Holland. 
Het theater ligt in het Zuidpoortgebied en kent een brede programmering van verschillende evenementen (o.a. museumnacht, TEDxYouth, Delft Moves) en voorstellingen in de genres toneel, cabaret, jeugdtheater, dans, musical & show, concert, opera en kamermuziekconcerten. Het is een stadsschouwburg met een theaterzaal met 500 zitplaatsen, die zich kenmerkt door de platte, brede bouw in een lichte schelpvorm (de 'Rabozaal'). Daarnaast is er het Theatercafé dat voor verschillende doeleinden kan worden gebruikt. Deze multifunctionele ruimte kan los of in combinatie met de grote zaal en/of foyers worden gebruikt. 
Het theater is ontworpen door architect Jan Hoogstad en werd in 1995 in gebruik genomen. Begin 1996 is het officieel geopend als vervanging voor de afgebrande Stadsdoelen en het kleinere Waagtheater aan de Markt.